# 2270 Yazhi
2270 Yazhi è un asteroide della fascia principale. Scoperto nel 1980, presenta un'orbita caratterizzata da un semiasse maggiore pari a 3,1622638 UA e da un'eccentricità di 0,1264535, inclinata di 2,12031° rispetto all'eclittica.